# 行星相位

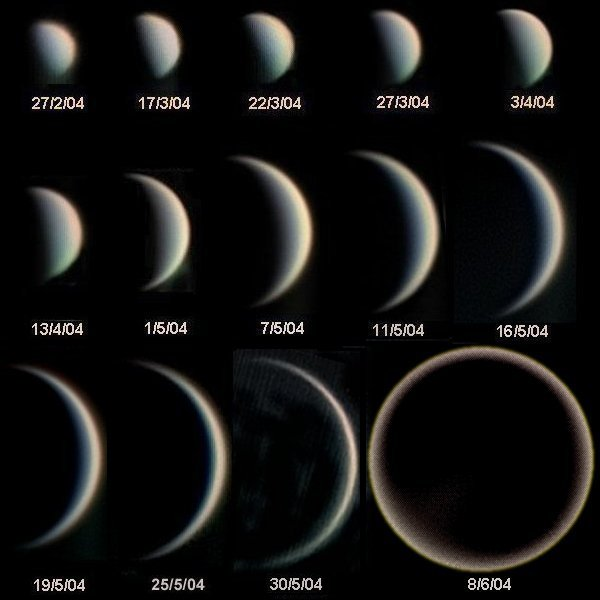
金星的視直徑和相位的變化。

行星相位是指在給定的時間，從給定的有利位置觀察所見行星反射陽光的區域。

## 內側行星
對地球而言，水星和金星的軌道比地球更靠近太陽，所以這兩顆是內側行星。當通過望遠鏡觀察時，它們會展現出與月球相同的完整相位變化。當它們處於合 (天體位置)#上合與下合上合時，即相對於地球位於太陽的遠端時，看到它們的相位如同滿月是“圓滿的”。因為它們的軌道並不完全在地球軌道的平面（黃道面）上，所以它們通常看起來在天空中略高於或略低於太陽，因此在這些時候仍可以看到它們。然而，因為太陽光在地球大氣層中的散射，使得從地球表面要看到它們很困難；但在太空中的觀察者，只要陽光沒有直射到他們的眼睛，就可以很容易地看到它們。當它們處於合 (天體位置)#上合與下合下合時，或高或低的在太陽和地球之間經過，行星的相位如同新月般，是細窄的“眉月形”。有時它們似乎穿過太陽盤，這被稱為行星的凌日。當它們在大距時，他們的相位如同弦月，呈現半圓形。在軌道上的其他位置，內側行星會呈現新月到滿月之間的相位，也就是呈現眉月或凸月的形狀。的大中間點，這些行星呈現出全方位的新月形和凸狀相位。

## 外側行星
在地球軌道外側運行的外側行星因為不會運行到地球與太陽中間，因此不會表現出全方位（完整）的相位變化。它們看起來幾乎總是呈凸月狀或飽滿的圓盤狀。相位變化的幅度與從它們所見的太陽與地球分離的角度（地日離角）相關。由於火星比較靠近地球，其地日離角變化最大，與地球的距離變化比率也較大，因此觀察者所看到火星被太陽以不同的角度照射時，它的相位變化會比其它的外側行星更明顯。對於木星以及更外側的巨行星來說，這種離角與距離變比率都比較小，因此相位的變化角小，也不容易引起注意，以至於這些外行星的相位幾乎都是滿月，或近似於滿月的圓盤狀。

## 行星位相計算
行星位相出現的日期和時間是由太陽黃經與內行星和外行的黃經相減出來的角度計算。
太陽黃經與內行星黃經相差0°是「合日」；當太陽黃經減內行星（水星和金星）黃經數值由正變負是「上合日」，數值由負變正是「下合日」。
太陽黃經與外行星黃經相差0°是「合日」、+90°是「東方照」、180°是「衝日」、-90°是「西方照」。
由於太陽與內行星的黃經相差值最大也不會超過48°，所以內行星是沒有「方照」和「衝日」的現象。
內行星只有「合日」和「大距」
「合」有分「上合日」和「下合日」，當太陽黃經減內行星黃經數值相差0°是由正變負是「上合日」，數值相差0°是由負變正是「下合日」。
「大距」是太陽黃經與內行星黃經差，每次到移動值由負向正到達最大角度的時候是「東大距」，移動值由正向負最大的時候是「西大距」。

## 進階讀物
1. One Schaaf, Fred. The 50 Best Sights in Astronomy and How to See Them: Observing Eclipses, Bright Comets, Meteor Showers, and Other Celestial Wonders. Hoboken, New Jersey: John Wiley, 2007. Print.
2. Two Ganguly, J. Thermodynamics in Earth and Planetary Sciences. Berlin: Springer, 2008. Print.
3. Three Ford, Dominic. The Observer's Guide to Planetary Motion: Explaining the Cycles of the Night Sky. Dordrecht: Springer, 2014. Print.

1. ↑  Explanatory Supplement to the Astronomical Ephemeris Third Edution Published by University Science Books
2. ↑  簡易查看月球行星每年的朔、望、兩弦和太陽系行星的衝、合、方照的日期，香港天文學會第49屆第一期會訊，2023年1月出版